# Lester C. Hunt
Lester C. Hunt (Isabel, 1892. július 8. – Washington, 1954. június 19.) az Amerikai Egyesült Államok szenátora (Wyoming, 1949–1954).